# Crescimento escandente

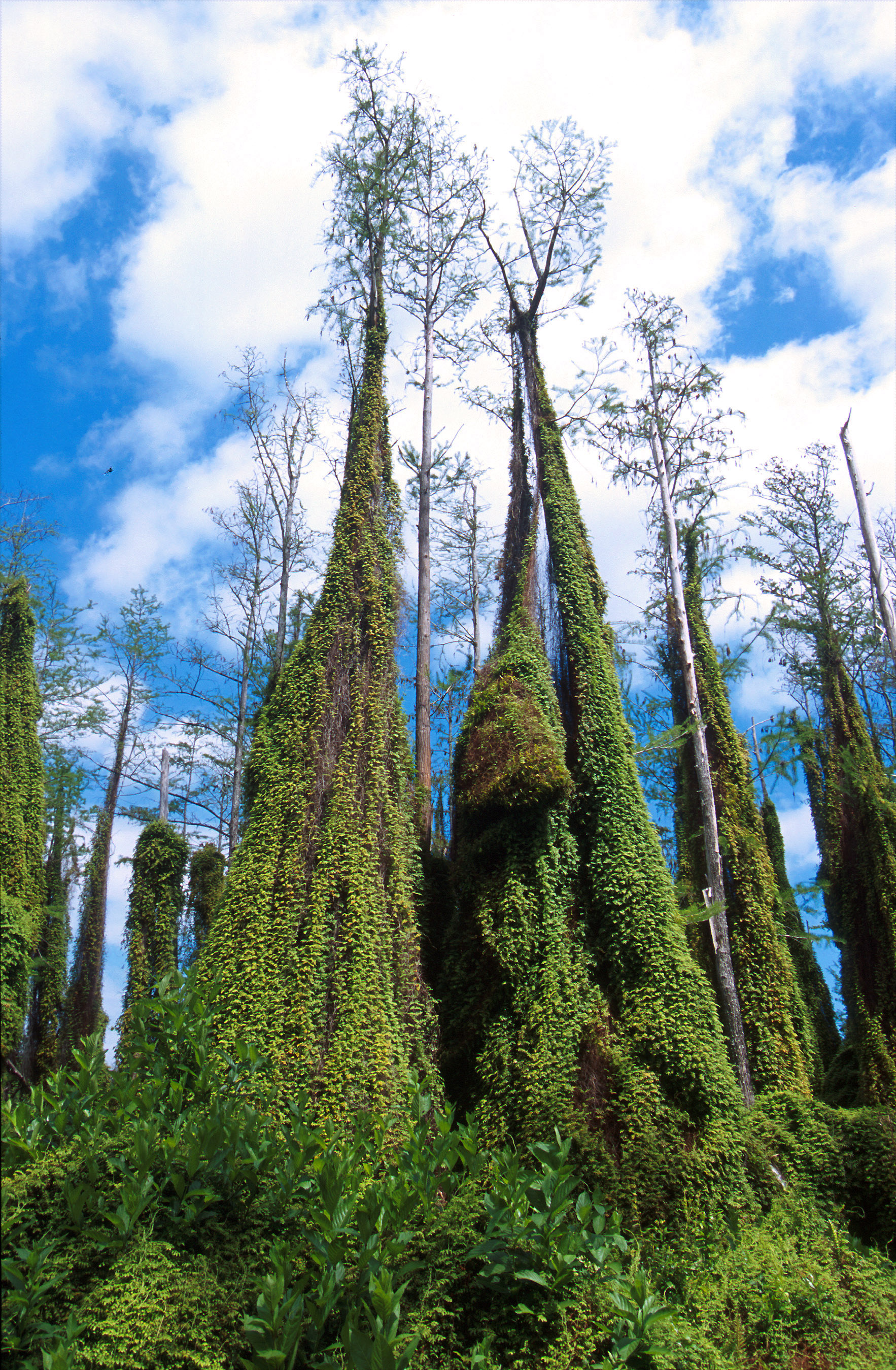
O pteridófito Lygodium microphyllum a trepar por árvores.

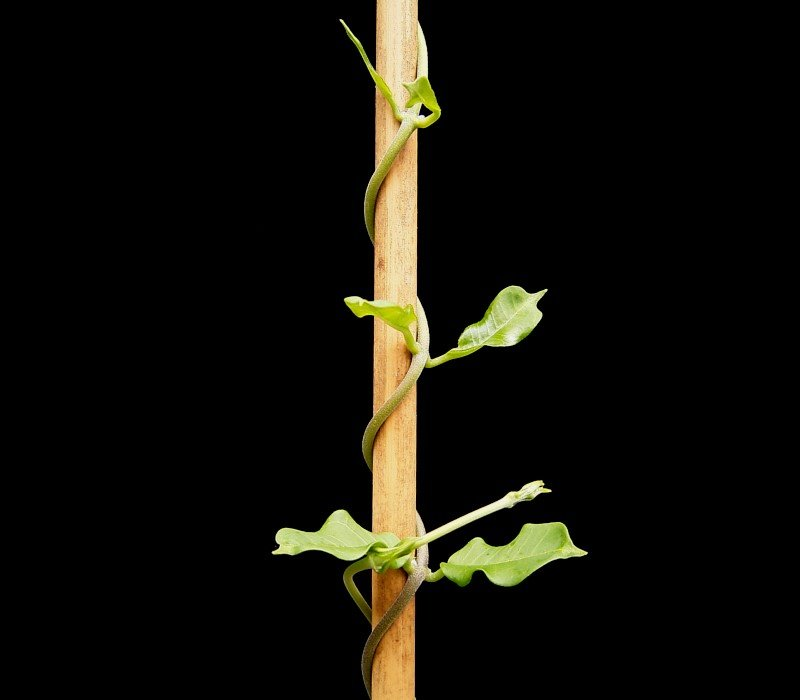
Uma trepadeira de caule volúvel (Fockea edulis).

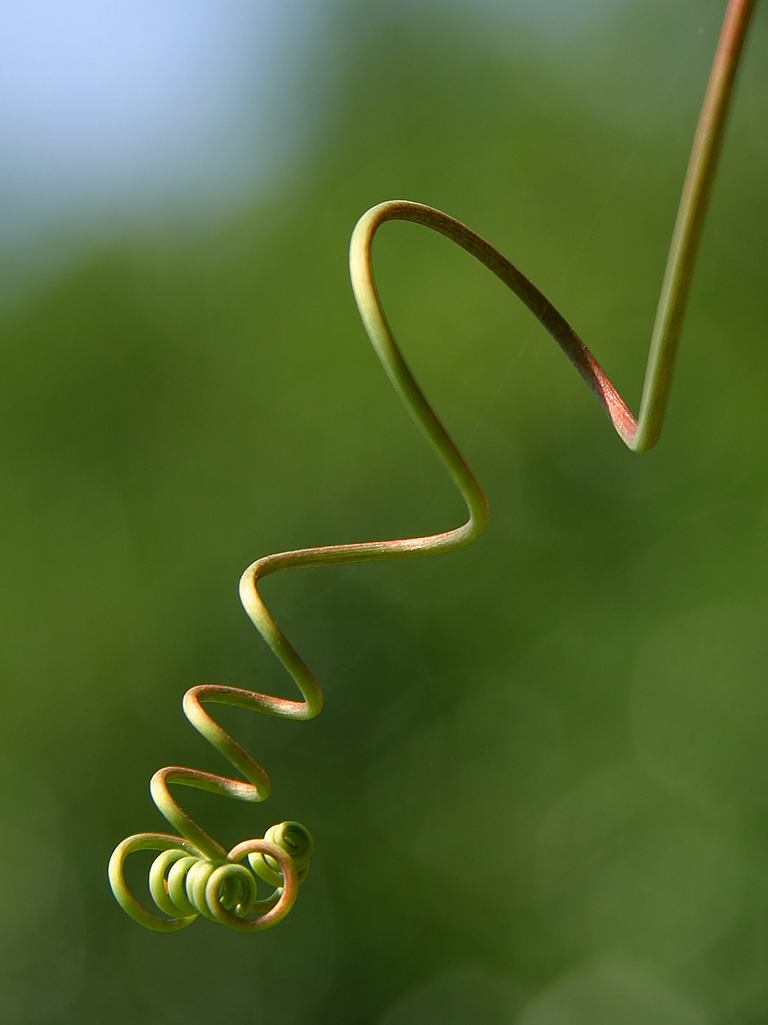
Uma gavinha, apêndice comum nas plantas escandentes.

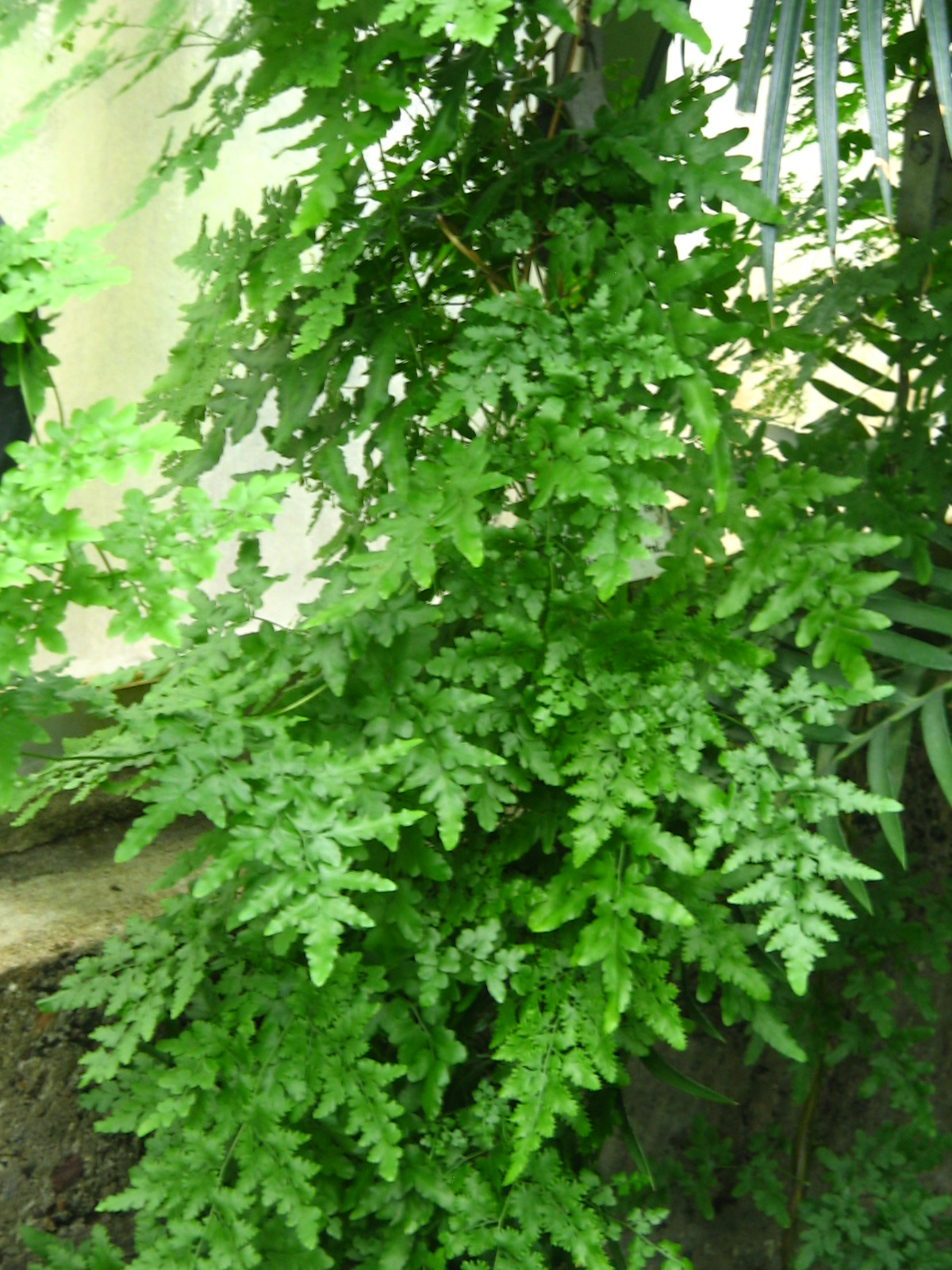
O pteridófito trepador, Lygodium, um exemplo de plantas com ráquis trepador.

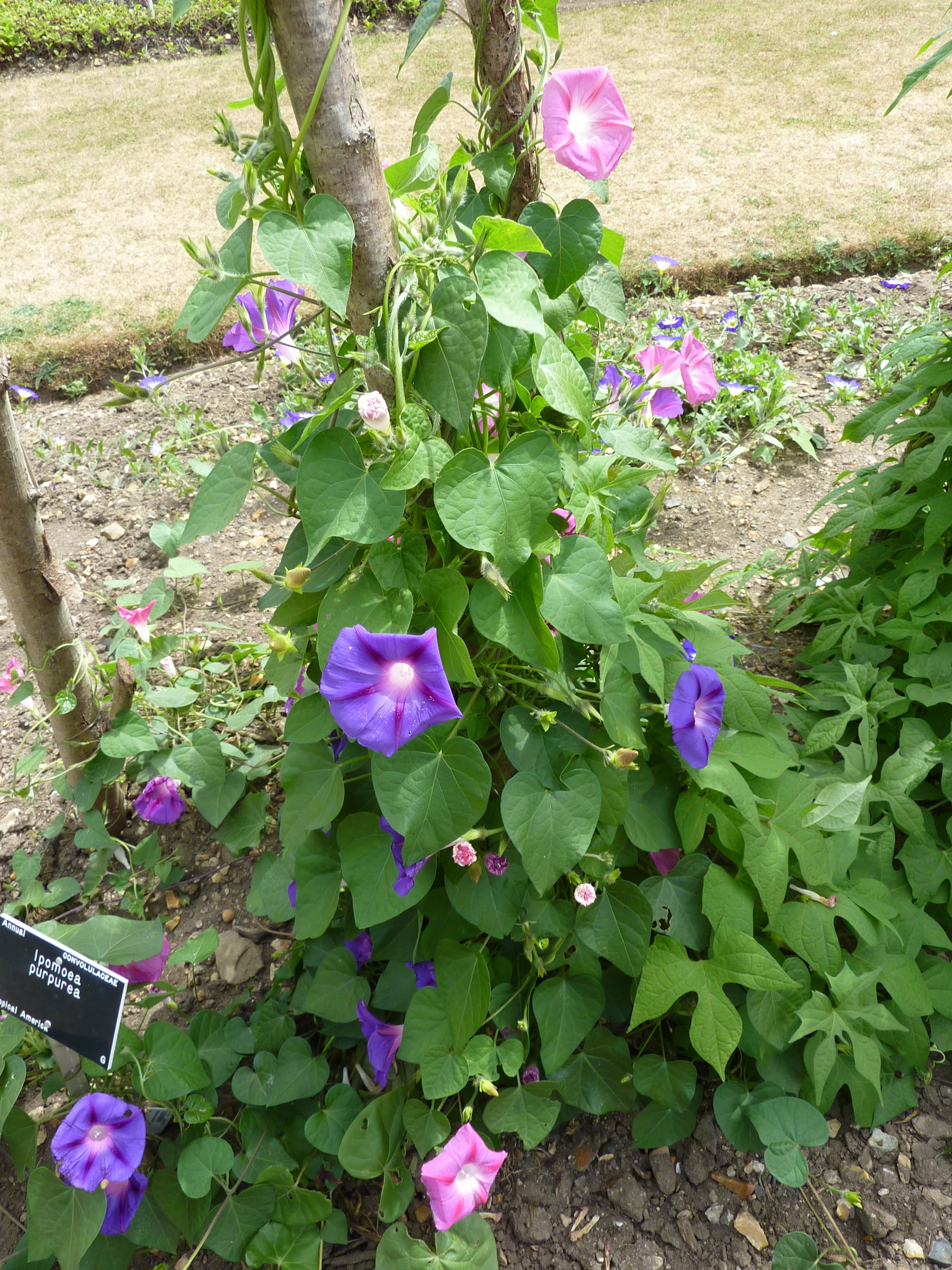
Ipomoea purpurea, uma planta volúvel.

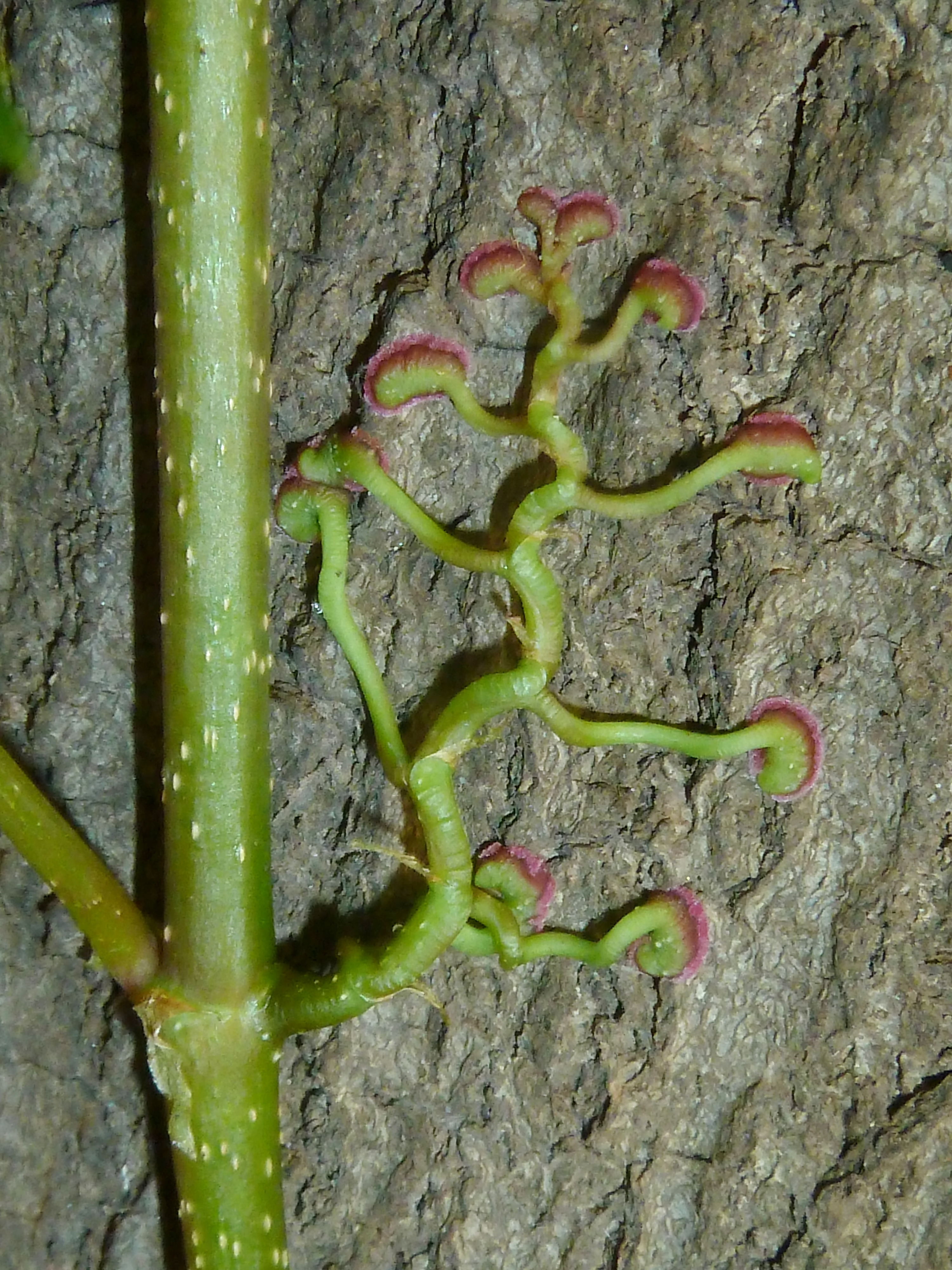
Gavinha com almofadas adesivas de Parthenocissus quinquefolia.

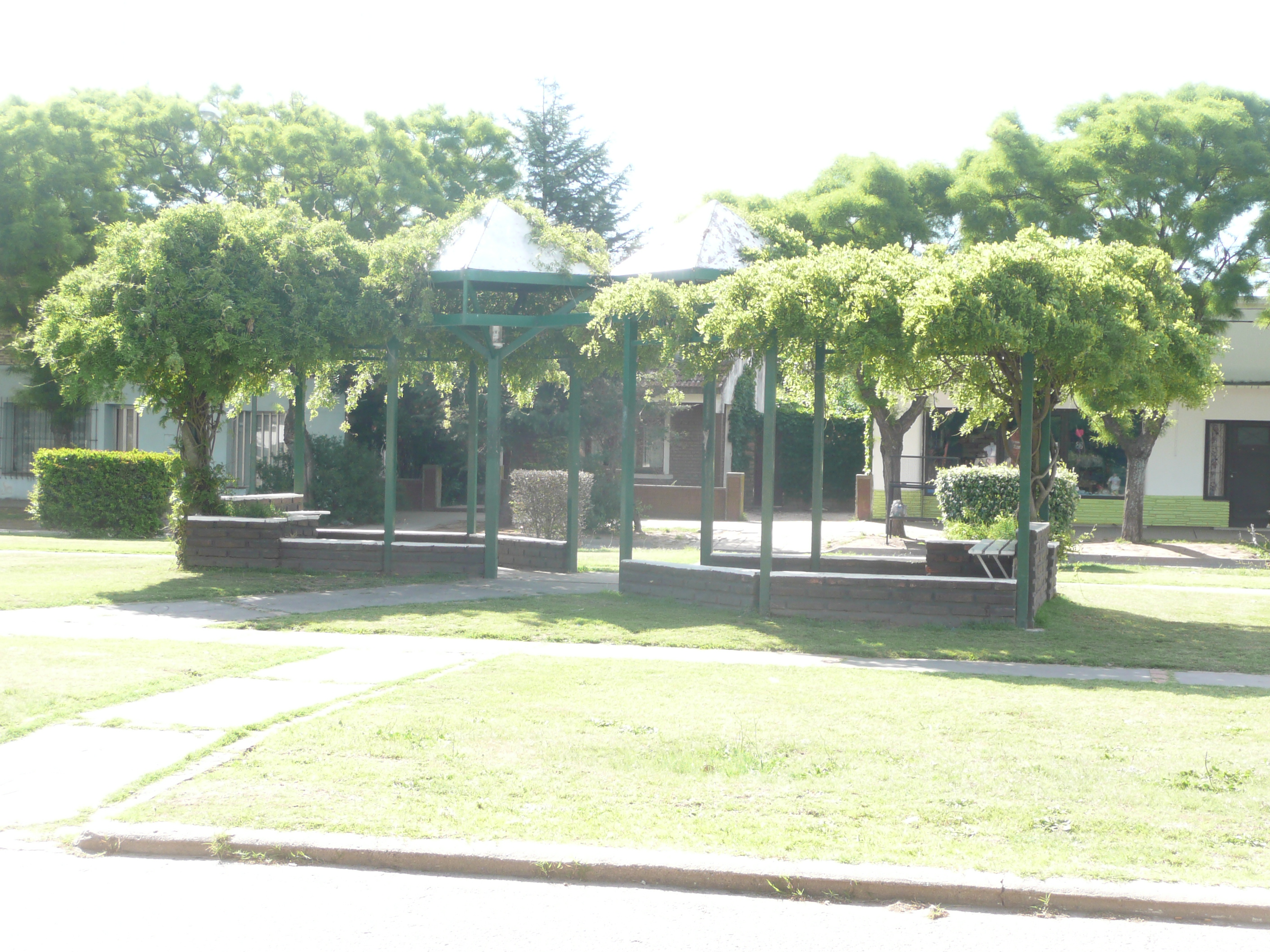
Uma glicínia (Wisteria) adornando uma pérgula numa localidade de clima temperado.

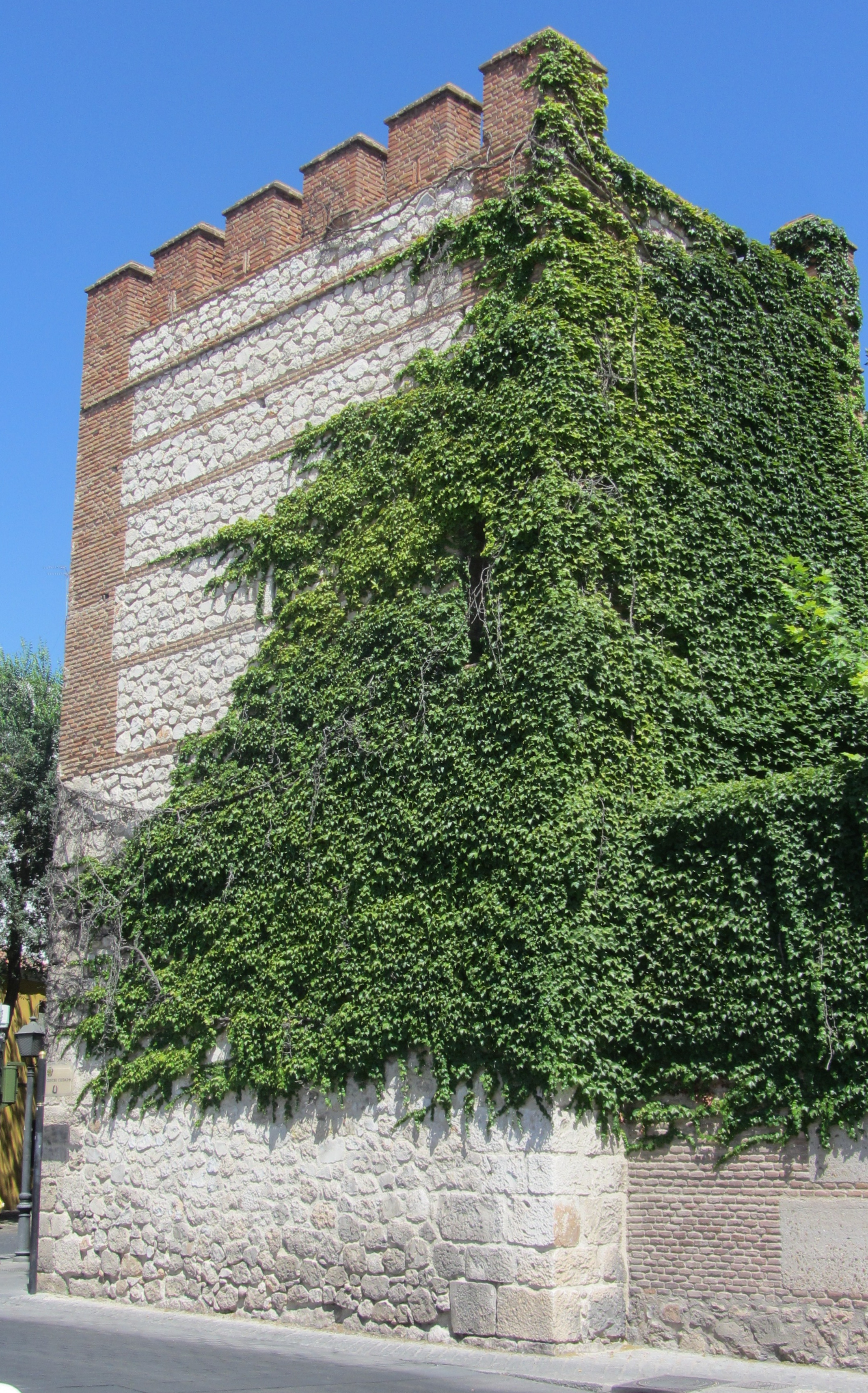
Uma hera (Hedera helix) a trepar por uma parede graças às suas raízes adventícias do tipo adesivo.

Planta escandente (do particípio presente do verbo latino scandere; "trepar"), ou frequentemente trepadeira, planta trepadora ou planta com crescimento escandente ou com escandência, é a terminologia botânica que designa o hábito ou forma como algumas plantas crescem emitindo novos brotos para o alto, de modo a subir em direção à luz apoiando-se em árvores, rochedos, muros ou outros suportes. A escandência permite um crescimento rápido em direcção às zonas com boa exposição solar com pouco investimento fisiológico na formação de tecidos de suporte, sendo particularmente vantajosa em formações de vegetação arbórea densa onde a competição pela luminosidade seja intensa. Na linguagem comum é mais frequente o uso do termo trepadeira para designar as plantas escandentes em geral e as herbáceas em particular, aplicando-se o termo liana (cipó no Brasil) nos casos em que a planta seja lenhosa.

## Descrição

### Vantagem competitiva da escandência
As trepadeiras exibem uma forma de crescimento baseada em longos caules, que podem em algumas lianas atingir várias centenas de metros de comprimento. Esse alongamento tem três propósitos: (1) a planta pode usar rochas expostas, outras plantas, ou quaisquer outros suportes, para o crescimento, em vez de investir energia em muito tecido de suporte, permitindo que a planta alcance a luz solar com um mínimo de investimento de energia e colonize rapidamente grandes áreas; (2) permite afastar as gemas de crescimento do solo, reduzindo a herbivoria; e (3) permite colonizar áreas onde pequenas manchas de solo fértil são adjacentes a áreas expostas com mais luz solar mas com pouco ou nenhum solo.
A capacidade de crescer rapidamente e ocupar vastas áreas de floresta, recobrindo as árvores, explica o sucesso de plantas como o kudzu (Pueraria montana var. lobata) e a madressilva-japonesa (Lonicera japonica), ambas as quais são importantes exóticas invasivas em partes da América do Norte.
A capacidade de colonizar zonas de rocha próximas de bolsas de solo fértil é explorada por plantas como a pervinca (Vinca) e a hera-terrestre (Glechoma hederacea), as quais enraizam no solo, mas têm a maioria das suas folhas na área mais iluminada e exposta, obtendo o melhor dos dois ambientes.
Existem algumas trepadeiras tropicais que desenvolvem escototropismo, crescendo em direcção à sombra, afastando as suas gemas da luz, um tipo de negativo fototropismo. O crescimento para longe da luz permite que a trepadeira alcance o tronco de uma árvore, que pode então subir para regiões com boa insolação, assumindo na fase ascendente fototropismo positivo.
Na descrição e classificação botânica, uma planta «escandente» ou «trepadeira» (em inglês vine) é uma espécie cujos caules sejam alongados e delgados, incapazes de se susterem autonomamente e por isso necessitando de um apoio para se manterem ascendentes. Nestas plantas, se cada nó, com o respetivo entrenó, folhas e botões, for interpretado como um módulo, observa-se que todos os módulos da planta têm espessura e funcionalidade mais ou menos semelhante, pois adaptam o módulo às condições locais e permitem que a planta prossiga uma estratégia ecológica de procurar luminosidade longe de seu local de germinação sem a necessidade de investir em estruturas anatómicas capazes de a suster ereta por meios próprios.
A redução no investimento no engrossamento das estruturas caulinares que permitem a formação de troncos capazes de manter as plantas eretas permite grandes ganhos na rapidez de alongamento caulinar, e assim "parasitar mecanicamente" outras plantas até chegar a zonas com boa exposição solar, tendo como vantagem adicional reduzir a herbivoria ao afastar as zonas de crescimento da planta do solo. Embora com a consequente perda de suporte, os ganhos em matéria de competição inter-específica que podem ser obtidos por esta via, fazem da escandência uma estratégia relativamente simples de ser conseguida através dos mecanismos da evolução. Assim, a evolução de um hábito escandente e a aquisição da capacidade de escalar pode ser considerada como uma inovação chave associada ao sucesso evolutivo e à diversificação de vários grupos taxonómicos de plantas.
Por isso, a escandência surgiu muitas vezes de forma independente ao longo da história evolutiva das plantas, sendo encontrada em múltiplos grupos filogeneticamente não relacionados. As vantagens evolutivas são bem patentes, já que em cada um desses grupos, os táxons trepadores são mais diversificados do que os grupos próximos não trepadores. Demonstrando esta realidade, mais de 133 famílias de angiospermas integram espécies trepadoras (incluindo muitos casos de espécies hemitrepadoras). Como a escandência evoluiu de forma independente em várias famílias de plantas, levou ao aprecimento de muitos métodos de escalada diferentes, tais como:
- o entrelaçamento da haste caulinar em torno de um suporte (como ocorre nas espécies de Ipomoea);
- por meio de raízes adventícias aderentes ou de etruturas caulinares que se encaixam em fissuras ou rugosidades (como nas espécies de Hedera ou em Pieris phillyreifolia);
- recorrendo a pecíolos entrelaçados (como em Clematis);
- usando gavinhas, que podem ser brotos especializados (como nas Vitaceae), folhas (como nas Bignoniaceae) ou mesmo parte da inflorescência (como em Passiflora);
- usando gavinhas que também produzem almofadas adesivas na extremidade que se fixam fortemente ao suporte (como em Parthenocissus);
- usando espinhos (como nas rosas-trepadeiras e nas espécies de Bougainvillea) ou outras estruturas em forma de gancho, nomeadamente galhos (como em Artabotrys hexapetalus).

A estratégia de escandência (especialmente se como plantas trepadoras) é particularmente bem-sucedida em habitats de climas quentes e húmidos, onde a competição pela luz solar é elevada e abundam os apoios dada a prevalência de espécies de hábito arbóreo.
A vantagem conferida pelos climas quentes resulta da elevada temperatura do ar (e consequente aumento da capacidade evapotranspirativa) permitir que as plantas escandentes desenvolvam vasos de xilema de grande diâmetro, que são eficientes e económicos para o transporte da água nessas condições ambientais, mas que seriam facilmente danificados em climas secos ou frios. O embolismo induzida pela congelação é sem dúvida o maior fator que limita a distribuição global dos grupos de lianas (trepadeiras lenhosas perenes). Evitar a cavitação, ou recuperar rapidamente o fluxo quando ela ocorra, é particularmente importante para estas plantas, que normalmente apresentam um baixo índice de aumento do diâmetro devido à baixa reposição de vasos e à falta, ou pelo menos à redução, do desenvolvimento do material lenhoso.
A longevidade dos vasos do xilema nas lianas é grande, sendo frequente a presença de látex, mucilagem ou resina, permitindo selar a superfície dos vasos após qualquer lesão, o que reduz o risco de propagação da embolia para o resto da planta. Outros mecanismos de reparação incluem a presença de elevada pressão osmótica desde a raiz e o preenchimento com água do parênquima do xilema circundante.

### Adaptação anatómica e ecologia
As chamadas escaladoras precisam de um suporte para trepar e se manterem erectas: outra planta, uma rocha (ou no caso das plantas cultivadas uma parede, uma pérgola, ou estrutura similar). Para isso produzem órgãos de fixação, como gavinhas, ganchos (uncinos) ou raízes adventícias que funcionam como almofadas adesivas, ou são os próprios talos que se enrolam em torno do suporte, sendo então designada por «plantas volúveis». Quando se fixam ou contorcem em torno do suporte, seja uma escaladora ou não, é designada por trepadeira.
Certas espécies crescem apenas como trepadeiras, não sobrevivendo à falta de um suporte adequado. Contudo, muitas espécies sobrevivem à falta de suporte assumindo hábito arbustivo. Por exemplo, as espécies do géneros Toxicodendron (heras-venenosas) e a espécie Solanum dulcamara (doce-amarga) crescem com pequenos arbustos com ramos decumbentes quando o suporte não está disponível, mas se transformam-se em trepadeiras quando o suporte está disponível.
Certas plantas escandentes não escalam, por isso não precisam de apoio, estendendo-se sobre a superfície do solo, sendo então designadas por «plantas reptantes». Ainda assim, a escandência não deve ser considerada um sinónimo de planta prostrada com crescimento reptante, já que estas, mesmo quando encontrem um suporte adequado, não se elevam em torno dele nem mostram tendência ascendente.
Sem serem plantas nutricionalmente parasitas, as trepadeiras são classificados entre os "parasitas mecânicos", já que parasitam as plantas que lhes servem de suporte mecânico. A designação ganha particular sentido nas situações em que a competição pela exposição solar é intensa, já que este recurso pode-se tornar factor limitante, e a cobertura pela trepadeira pode matar as plantas (mesmo quando árvores) que lhe servem de suporte por ensombramento excessivo. As trepadeiras não são os únicos parasitas mecânicos, nem os únicos escaladores, pois o mesmo ocorre com: (1) as plantas hemitrepadores ou de suporte, que começam o seu ciclo de vida como plantas erectas e geralmente lenhosas; e (2) as epífitas e hemiepífitas, que usam outras plantas como suporte e se mantêm sem ligação ao solo durante pelo menos parte do seu ciclo de vida.
As plantas escandentes podem ser anuais ou perenes, herbáceas ou lenhosas, e mesmo trepadoras ou não trepadoras. Contudo, estas plantas são geralmente de crescimento rápido a muito rápido, tendo em comum a tendência para crescimento ascendente sempre que encontram um suporte adequado. A divisão tradicional concentra-se nas características de seus caules, agrupando-as em: (1) herbáceas; e (2) lenhosas ou lianas. As primeiras não produzem tecido lenhoso e estão distribuídas, em graus variáveis, em grande parte das formações arbustivas e florestais do mundo. As últimas, por seu lado, são características de regiões quentes, sendo especialmente abundantes nas florestas tropicais, onde a vegetação compete para escapar da sombra e alcançar a luz solar sobre o dossel da floresta. Incluídas neste grupo ecológico estão as plantas cujas folhas têm um ráquis trepador e o caule é um rizoma, cujo exemplo mais conhecido são os pteridófitos com estruturas reprodutivas situadas em folhas pinadas distribuídas em torno de um longuíssimo ráquis.
A distância entre os hospedeiros e o seu diâmetro restringem o sucesso ecológico de cada tipo de fixação. Escaladoras por raízes, e em geral por "almofadas" adesivas, podem escalar suportes de diâmetro maior, mas geralmente usam um único hospedeiro porque o seu modo de fixação requer contacto próximo com a superfície à qual aderem. Cada tipo de fixação possui propriedades ecológicas diferentes (tais como as exigências do substrato mecânico e os esforços mecânicos que são capazes de suportar nas diferentes fases de seu desenvolvimento) e isso está relacionado com a sua distribuição nas diferentes sucessões florestais maduras.
As trepadeiras podem assumir muitas características únicas em resposta às mudanças ambientais. A trepadeira pode induzir defesas químicas e modificar a sua alocação de biomassa em resposta ao ataque dos herbívoros. Em particular, a trepadeira Convolvulus arvensis aumenta o seu entrelaçamento em resposta a danos na folhagem associados à acção dos herbívoros, o que pode levar à redução da herbivoria futura. Além disso, as gavinhas da  trepadeira perene Cayratia japonica são mais propensas a se enrolar em torno de plantas próximas de outra espécie do que plantas próximas da mesma espécie em ambientes naturais e experimentais. Esta capacidade, que só foi documentada anteriormente nas raízes, demonstra a capacidade da trepadeira de distinguir se a outra planta é da mesma espécie ou de espécie diferente.
Algumas árvores geraram adaptações defensivas contra plantas escaladoras. Por exemplo, muitas das palmeiras das selvas tropicais, onde a presença de lianas é muito frequente, têm folhas caducas pesadas junto com suas bases de revestimento. Desse modo, as escaladoras que se conseguiram se agarrar a elas quebram e caem junto com as folhas mortas.
Entre as plantas trepadoras está a Vicia faba (ervilha), que deve seu rápido crescimento à capacidade de se enredar. A melancia (Citrullus lanatus) e a abóbora (das cucurbitáceas), são espécies que emitem guias extensas que sempre que encontrem um apoio para escalar ganham características trepadoras.

## Formas de crescimento
As trepadeiras são um grupo particularmente complexo por terem múltiplas origens evolutivas. São predominatemente espécies das regiões tropicais e apresentam uma capacidade única de escalar. São geralmente plantas capazes de crescer em sombra profunda e em pleno sol devido à sua ampla gama de plasticidade fenotípica. A capacidade de escalar evita o sombreamento por vizinhos e permite que a trepadeia cresça fora do alcance de herbívoros. O ambiente onde uma trepadeira pode crescer com sucesso é determinado pelo mecanismo de escalada da planta e pela distância até onde se pode estender pelos suportes. Existem muitas teorias que sustentam a ideia de que as respostas fotossintéticas estão intimamente relacionadas com os mecanismos de escalada.
No contexto da grande diversidade das trepadeiras, as espécies das regiões temperadas que se fixam firmemente ao subir helicoidalmente em torno dos suportes estão normalmente mal adaptadas para escalar sob dosséis florestais fechados devido ao seu menor diâmetro de suporte e a uma relativa intolerância à sombra. Em contraste, as trepadeiras dotadas de gavinhas geralmente crescem no solo da floresta e trepam pelas árvores até atingirem a superfície da copa, sugerindo que têm maior plasticidade fisiológica. Também foi sugerido que o crescimento rotativo das trepadeiras é mediado por variações na pressão de turgor desencadeadas por mudanças de volume nas células epidérmicas situadas na zona de viragem.
Por definição, nenhuma planta trepadeira tem caules erectos autossustentáveis, mas podem ter caules decumbentes. Nos casos de decumbência, a planta está prostrada excepto no ápice ou ponta do caule, que sobe aproximando-se da vertical, como em Cucurbita. Esta tipologia é diferente dos caules prostrados de algumas plantas. São consideradas trepadoras (em inglês, climbing) as plantas que trepam agarrados ao substrato, podendo os órgãos de escalada provir de qualquer parte da planta.
Charles Darwin, no seu trabalho seminal sobre as plantas trepadoras, classificou as formas de fixação ao hospedadeiro em cinco categorias, das quais as trepadeiras possuem as quatro primeiras: (1) as plantas de caule volúvel (twining plants); (2) plantas com folhas trepadoras (leaf climbers); (3) as portadoras de gavinhas derivados de folhas ou de ramificações (tendril bearers); e (4) as trepadoras por raízes adventícias e outros mecanismos do tipo adesivo (root climbers). A quinta categoria são as "trepadoras com ganchos" (hook climbers) que muitas vezes se apoiam na vegetação arbórea ou arbustiva, sem se agarrarem firmemente a ela, e que são tratados em geral por semi-trepadoras ou de suporte. No seu trabalho, Charles Darwin não incluiu na sua classificação, porque não trepam, as plantas escandentes de módulos indiferenciados que se apoiam sobre o solo sem trepar. Nas suas versões mais modernas, a classificação mais comum das plantas trepadoras é a seguinte:
- Plantas de caule volúvel — são plantas cujo caule se enrola, geralmente em espiral, em torno do suporte; quando são espécies perenes cujo caule alongado se torna lenhoso são designadas por trepadeiras lenhosos ou lianas (ou ainda cipós), constituindo o principal componente do dossel em algumas florestas tropicais caracterizadas pela sua altura, sendo que estas plantas alongam primeiro as suas guias até chegarem à zona de sol e depois tornam-nas lenhosas e resistentes, e por isso, quando jovens, parecem uma trepadeira herbácea;[6]
- Plantas com folhas fixadoras ou "trepadeiras por folhas" (como o género Lygodium) — um dos géneros com espécies que apresentam a particularidade de as folhas servirem de trepadeira são os "fetos-trepadeira" do género Lygodium, pteridófitos com caule subterrâneo (rizoma) de onde nascem folhas compostas, estruturadas em torno de um longo ráquis volúvel, que se contorcem em tnoro dos suportes e podem atingir até 30 metros de comprimento. Naturalmente, as folhas destas plantas não têm os nós e botões que caracterizam os caules da maioria das plantas trepadoras;
- Plantas portadoras de gavinhas derivadas de folhas ou de ramificações  — as gavinhas (tendril em inglês) são estruturas caulinares ou foliares que permitem a fixação da planta ao suporte. A gavinha caulinar é um ramo longo e fino que se enrola em torno de um suporte após o contacto. Contudo, a maioria das gavinhas são foliares, geralmente derivadas de um folíolo ou do ráquis da folha.
- Trepadoras por raízes adventícias e outros mecanismos do tipo adesivo  — produzem raízes adventícias que terminam em estruturas de fixação, muitas vezes em forma de almofadas, que se agarram mecanicamente à superfície do suporte, em geral o ritidoma da espécie hospedeiro, formando uma sólida ligação que explora pequenas cavidades e rugosidades da superfície para se fixar.
- Hemitrepadoras ou "trepadoras com ganchos" (hook climbers) — que muitas vezes se apoiam na vegetação arbórea ou arbustiva, sem se agarrarem firmemente a ela, e que são tratados em geral por plantas semitrepadoras ou «plantas de suporte».
- Plantas escandentes de módulos indiferenciados que se apoiam sobre o solo sem trepar (ou trepando pouco) — são trepadeiras que apenas se apoiam no substrato sem escalar, sendo por isso designadas simplesmente por plantas escandentes (em inglês clambering ou scandent), sendo exemplo deste tipo as trepadeiras que perderam os seus órgãos de fixação.

As categorias atrás descritas não esgotam a enorme diversidade de estratégias conhecidas. Um exemplo disso é a espécie Pieris phillyreifolia, uma trepadeira arbustiva lenhosa que sobe sem utilizar raízes, gavinhas ou espinhos. Esta espécie direcciona o seu caule para fendas na casca das árvores com casca fibrosa (como os ciprestes da espécie Taxodium distichum), onde o caule adopta um perfil achatado e cresce ao longo do tronco sob a casca externa da árvore hospedeira. Ao atingir o topo da árvore, esta trepadeira envia ramos que surgem entre a copa da árvore.

### Plantas volúveis

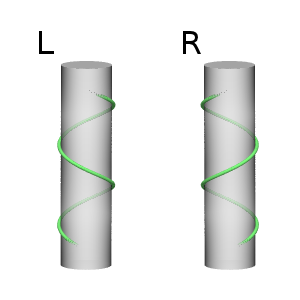
L: Uma trepadeira levogira cresce em direção anti-horária a partir do solo. R: Uma trepadeira dextrogira cresce em sentido horário a partir do solo.

As trepadeiras cujo caule principal tem a capacidade de se enrolar em torno de um suporte, ou seja, é ele próprio o órgão capaz de trepar, são designadas por plantas volúveis (em inglês twining vine ou bine). Neste caso, o termo «volúvel» descreve plantas cujos caules se enrolam em espiral em volta de um determinado suporte. Este tipo de adaptação é bastante comum em plantas trepadoras como lianas ou cipós.
Nestas trepadeiras entrelaçadas são os caules crescendo em hélice que as seguram ao suporte, o que contrasta com as trepadeiras, como as videiras, que sobem usando gavinhas ou rebentos. Muitos destas trepadeiras, para além da capacidade de se enrolar, apresentam hastes ásperas ou cerdas apontando para baixo para ajudar na fixação. O lúpulo (usado para dar sabor à cerveja) é um exemplo comercialmente importante de uma destas trepadeiras.
A direção de rotação da ponta do rebento durante a escalada é autónoma e não deriva, como às vezes se refere, do curso seguido pelo sol ao longo do céu. A direção da torção não depende, portanto, de qual lado do equador a planta está localizada, o que é demonstrado pelo facto de que algumas trepadeiras sempre se enrolam no sentido horário, incluindo o feijão-de-trepar (Phaseolus coccineus) e múltiplas espécies de corriola (Convolvulus), enquanto outras se enrolam sempre no sentido anti-horário, incluindo o feijão-francês (Phaseolus vulgaris) e as madressilvas trepadeiras (espécies de Lonicera). O sentido de rotação contrastante da corriola e da madressilva foi o tema da canção satírica Misalliance, escrita e cantada por Michael Flanders e Donald Swann.

### Plantas com folhas fixadoras
São plantas com folhas especializadas cuja estrutura permite a fixação ao substrato. O género mais conhecido é Lygodium, um peteridófito capaz de emitir frondes com um ráquis que atinge os 30 m de comprimento, as quais se enrolam em torno do substrato, emitindo folíolos que se comportam como as verdadeiras folhas.
Neste tipo de plantas, o caule não sobe pelo suporte, mas sim as folhas, as quais se desenvolvem no ápice e, teoricamente, nunca param de crescer. Estas trepadeiras podem formar matagais à medida que se desenrolam sobre outras plantas, rochas e cercas.

### Plantas com gavinhas

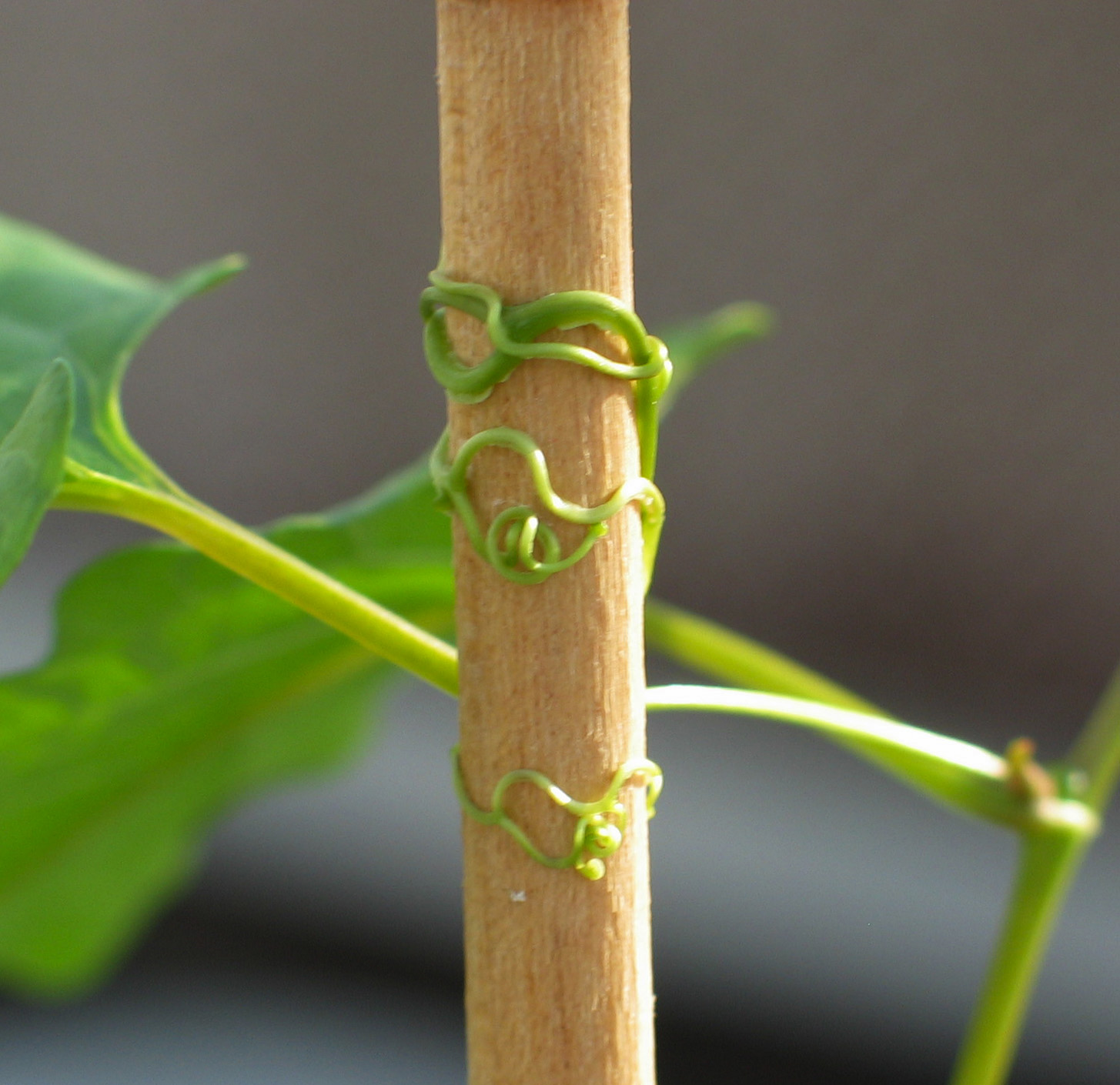
Trepadeira suportada por gavinhas (Brunnichia ovata).

As gavinhas (tendril em inglês) são estruturas caulinares ou foliares que permitem a fixação da planta ao suporte. A gavinha caulinar é um ramo longo e fino que se enrola em torno de um suporte após o contacto. Contudo, a maioria das gavinhas são foliares, geralmente derivadas de um folíolo ou do ráquis da folha. Em alguns casos as gavinhas terminam em estruturas aderentes, como por exemplo em Parthenocissus quinquefolia.
Nas trepadeiras com gavinhas, as gavinhas são altamente sensíveis ao toque e a ação de enrolamento é mediada pelas hormonas octadecanóides jasmonato e ácido indol-3-acético. O estímulo de toque e a libertação de hormonas podem interagir por meio de compostos voláteis ou padrões de oscilação interna. Estudos moleculares permitiram determinar a presença de ATPases translocadoras de iões nas gavinhas da espécie Bryonia dioica, o que aponta para um possível mecanismo de enrolamento das gavinhas de mediação iónica. Em resposta a um estímulo de toque, formas sensíveis ao ortovanadato de sódio de ATPase do K+ e Mg2+ e ATPase translocadora de Ca2+ aumentam rapidamente a sua atividade. Essa acção aumenta os fluxos de iões transmembrana que parecem estar envolvidos nos estágios iniciais do enrolamento da gavinha.

### Plantas com raízes adventíceas

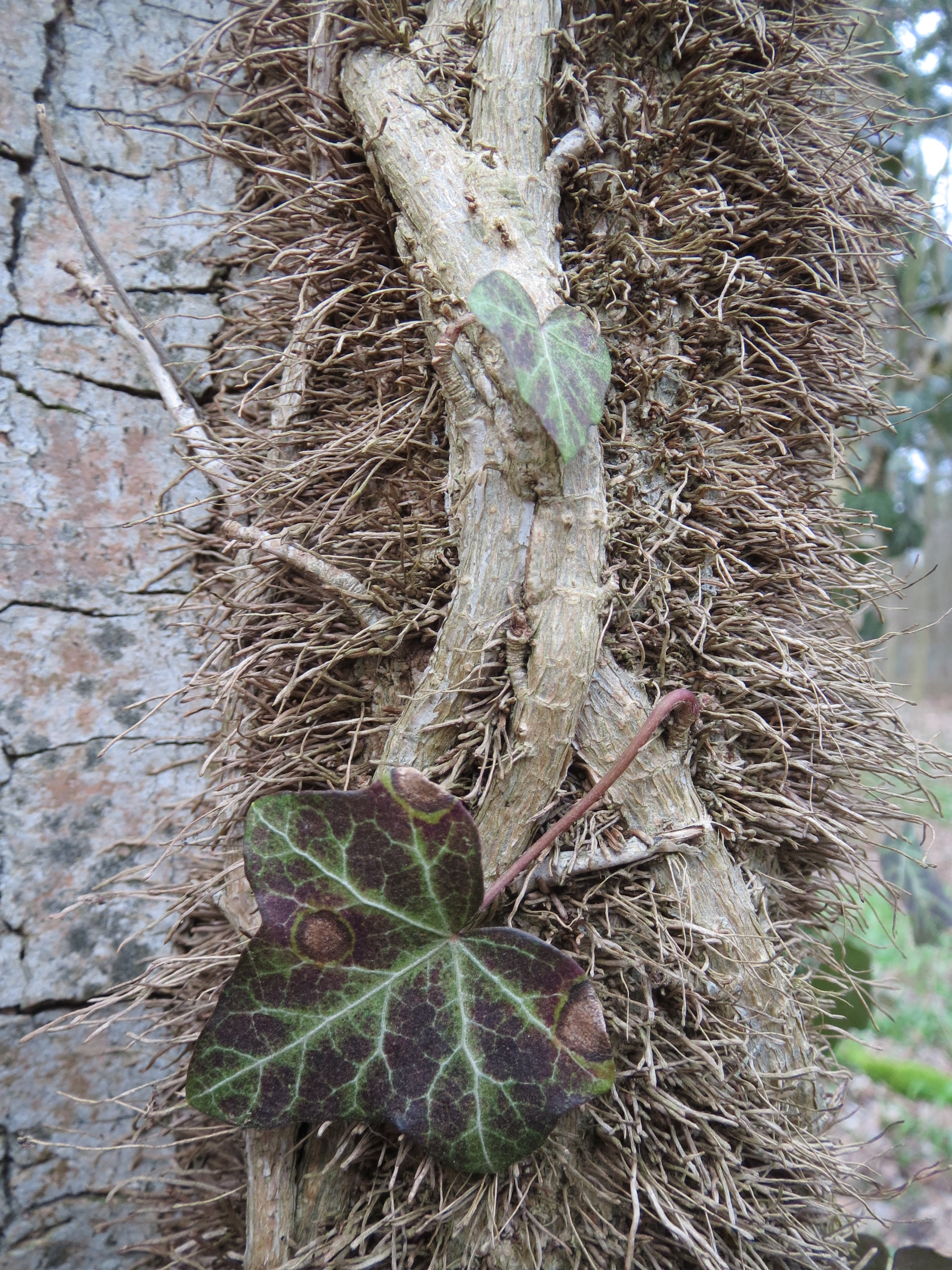
Raízes adventícias a fixar um tronco de Hedera helix ao ritidoma de uma árvore.

São plantas capazes de emitir raízes adventícias com estruturas de fixação, em geral semelhantes a haustórios, que se prendem mecanicamente à superfície do suporte. Um exemplo deste tipo de fixação são as heras (género Hedera).

### Hemitrepadoras

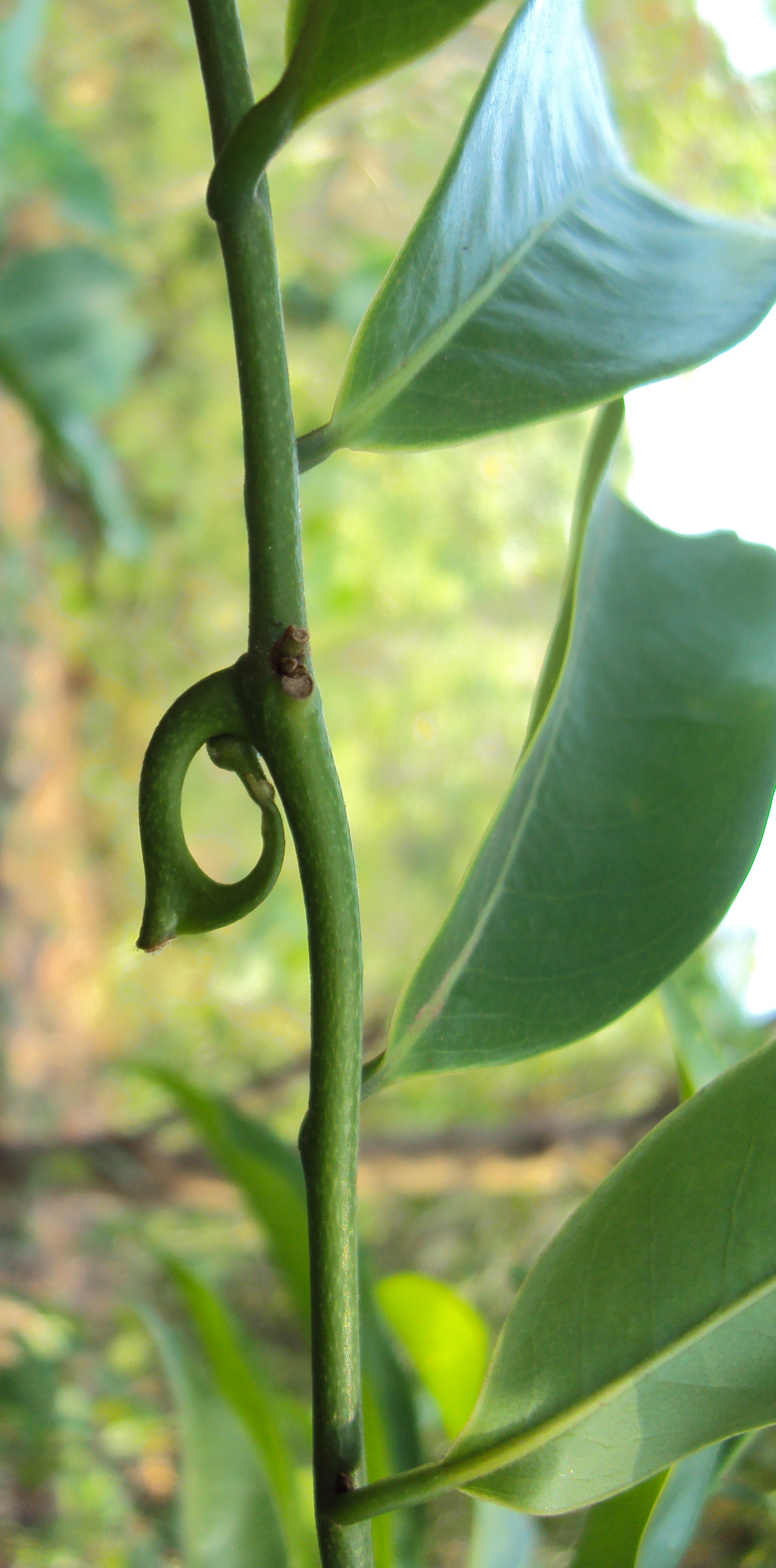
Gancho de Artabotrys hexapetalus, uma hemitrepadora com ganchos (uncinos).

As plantas hemitrepadoras, ou "trepadoras com ganchos" (hook climbers), são espécies que se apoiam na vegetação arbórea ou arbustiva, sem se agarrarem firmemente a ela, trepando até ao nível de exposição solar desejado, onde se ramificam e se apoiam sobre a vegetação circundante.

### Plantas reptantes
As trepadeiras que repousam no solo e de cujos nós se originam raízes adventícias que se enraízam no solo, são designadas por plantas rastejante ou plantas reptantes (em inglês reptant ou creeping). A mesma planta pode ser rastejante e ao mesmo tempo trepadeira, como muitas cucurbitáceas e similares. Contudo, existem também plantas rastejantes que não são trepadeiras.

### Trepadeiras herbáceas e trepadeiras lenhosas
Embora existam alguns pteridófitos trepadores, a maioria das trepadeiras são plantas com flor. Dada a grande variedade morfológica e taxonómica das trepadeiras, uma forma de classificação simples é a divisão em trepadeiras lenhosas, as lianas (ou cipós), como as glicínias, kiwis e heras comuns, e as trepadeiras herbáceas (não lenhosas), como as Ipomoea.
As trepadeiras herbáceas podem ser anuais ou perenes. Normalmente os caules aéreos que são mantidos por mais de uma estação tornam-se lenhosos passando então o trepadeira a ser designada por liana (ou cipó). As lianas são perenes (e suas partes herbáceas rebrotam a cada ano ou não), mas também existem trepadeiras herbáceas perenes, como como heras (por exemplo Hedera helix) e o potus (Epipremnum aureum), e pode acontecer que estas plantas produzam órgãos de armazenamento subterrâneo que sobrevivem a estação desfavorável após a morte das partes aéreas herbáceas, através destas as partes herbáceas voltam a brotar todos os anos, pois têm gemas de renovo sob a superfície do solo (sendo nessa caso designadas por geófitos).
Somente as trepadeiras que sobrevivem à estação desfavorável exclusivamente como sementes são trepadeiras anuais, sendo que as trepadeiras anuais são sempre herbáceos, pois uma única estação de crescimento não é suficiente para atingir a lenhificação. As cucurbitáceas são herbáceas anuais (melancia, pepino, abóbora, cabaça, caiota), embora alguns géneros tenham frutos de casca bastante lenhificada (endurecida) produzidos numa única estação, que alcançam graças ao enorme tamanho da planta obtida nos verões muito quente, chuvoso e com muita radiação solar.

## Galeria

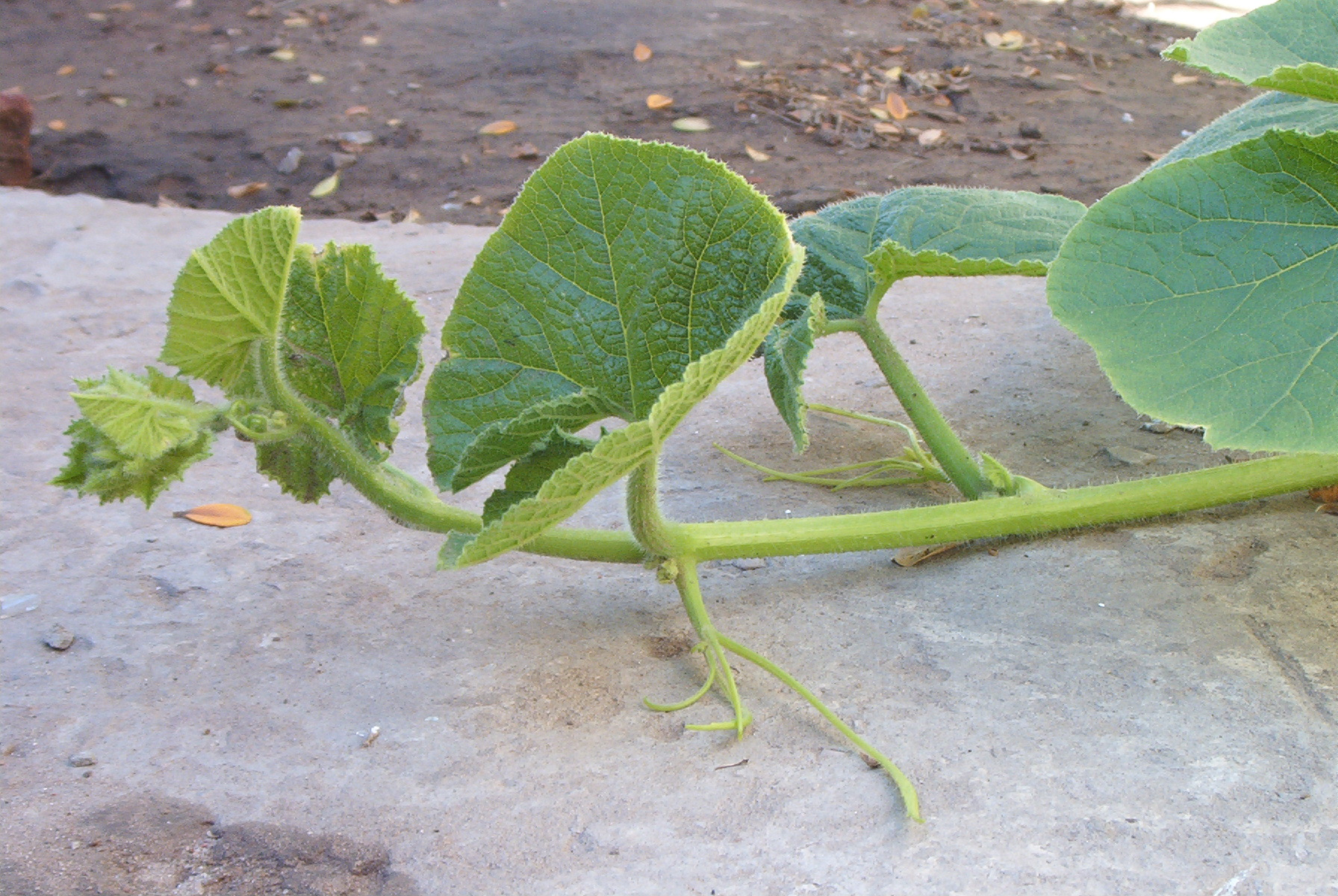
Caule decumbente e gavinhas de uma aboboreira (Cucurbita).
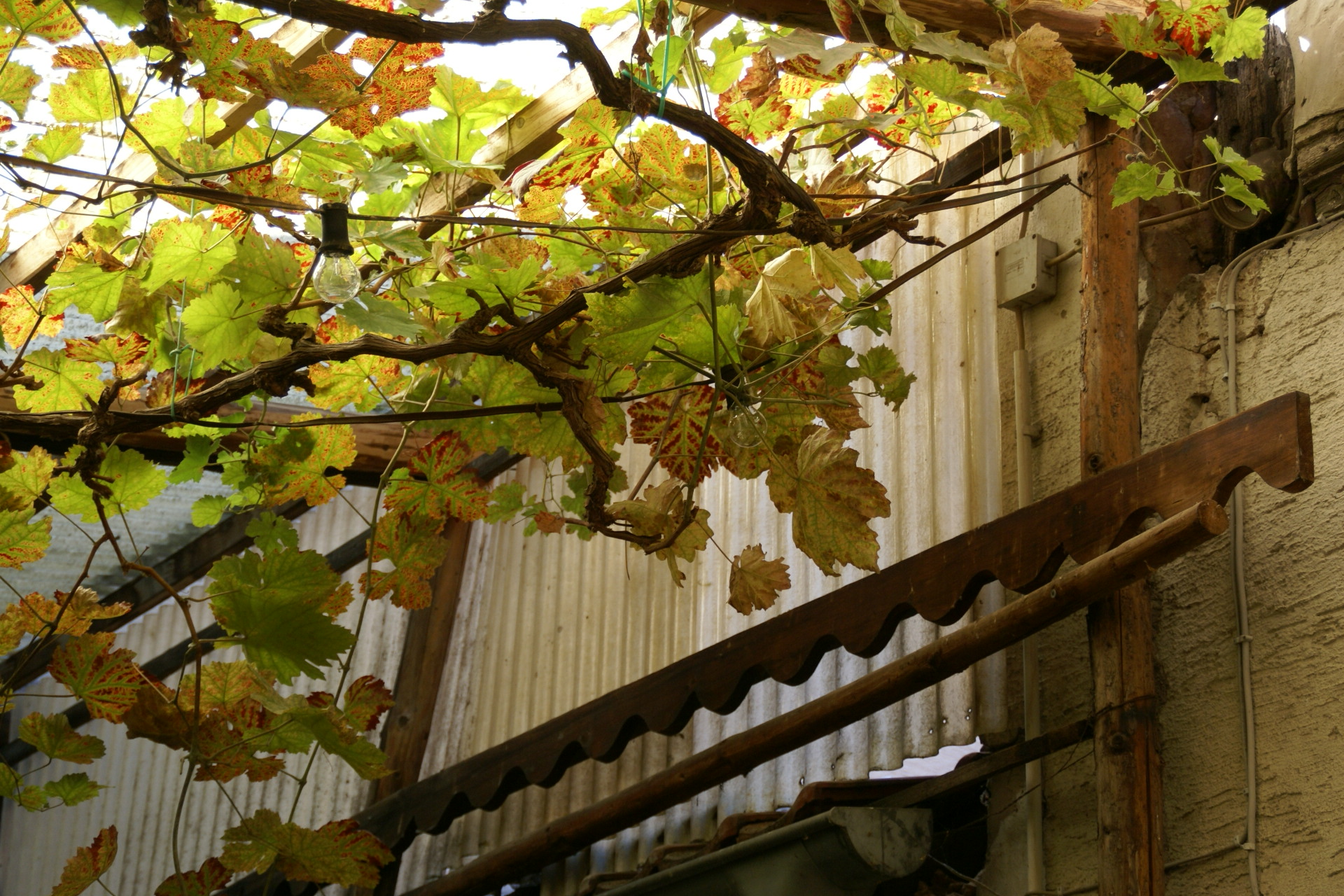
A videira (Vitis vinifera), uma trepadora lenhosa que rebrota todos os anos. O órgão de reserva a partir do qual rebrota é o caule lenhoso.
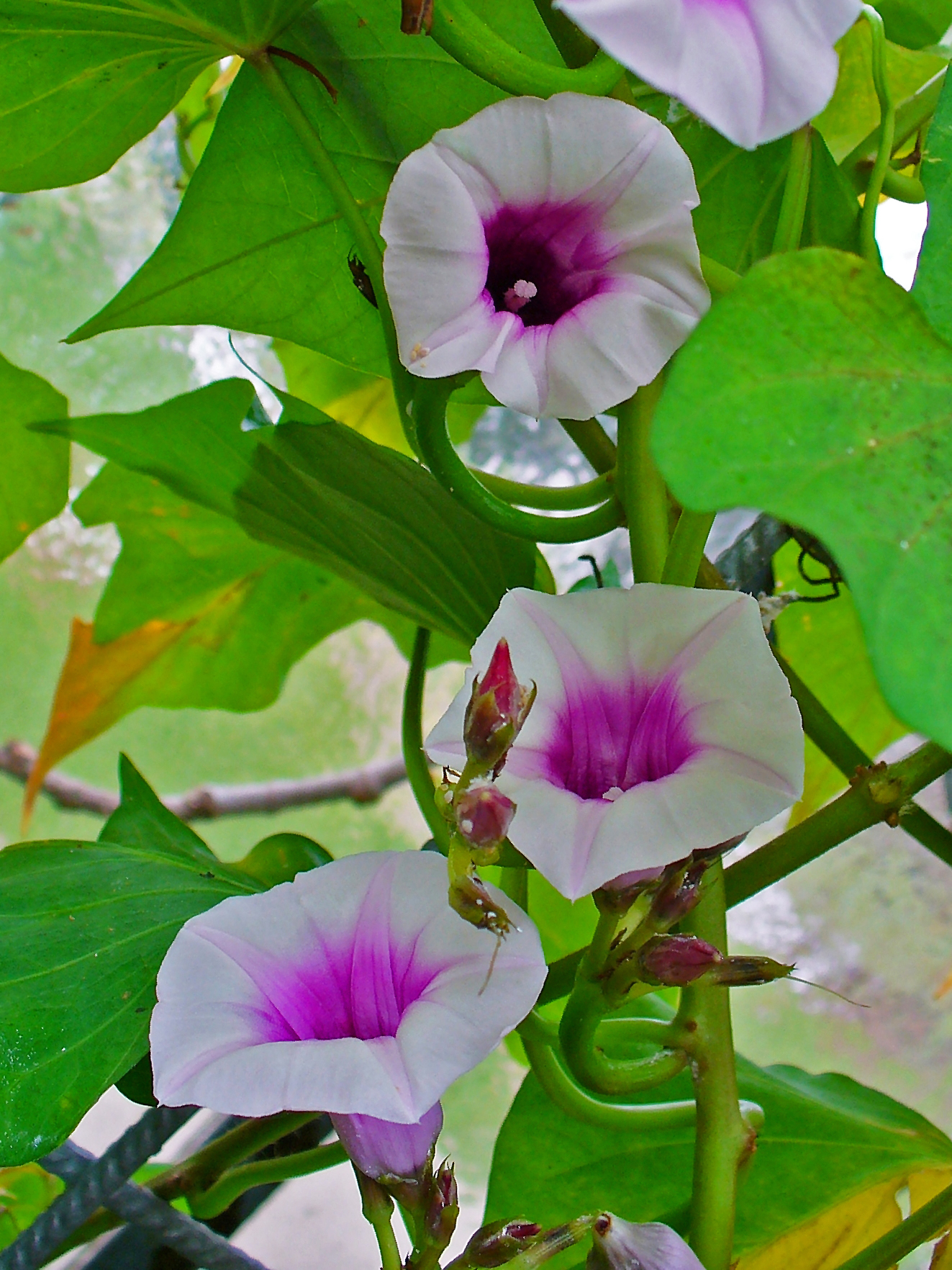
Ipomoea batatas, uma geófita volúvel.
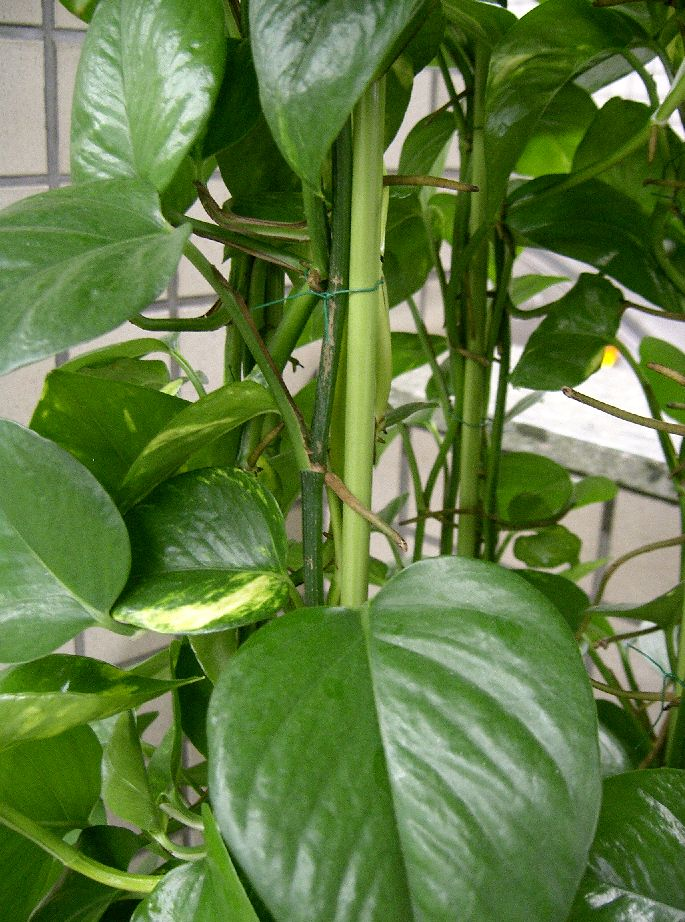
A «jibóia» (Epipremnum) não apresenta crescimento secundário ou lenhoso, porém permanece como planta herbácea perene nas regiões de clima tropical sem sazonalidade de onde é nativa. Não possui órgãos de reserva.
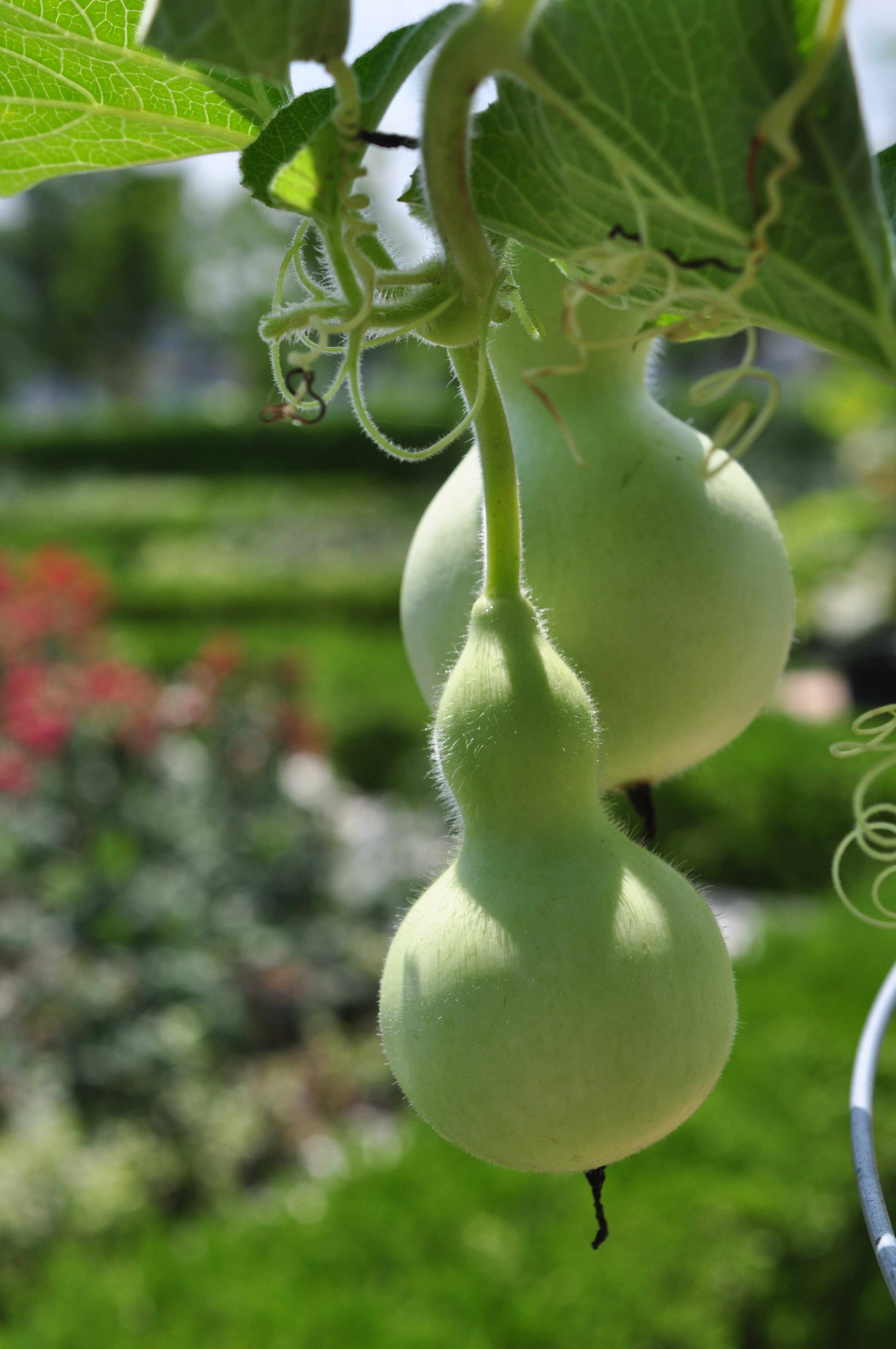
Uma cabaceira (Lagenaria).
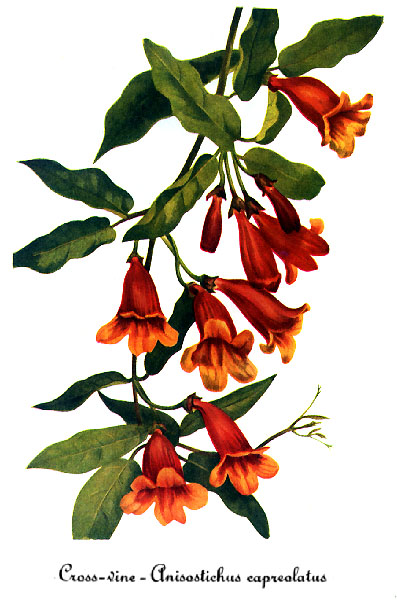
Bignonia.
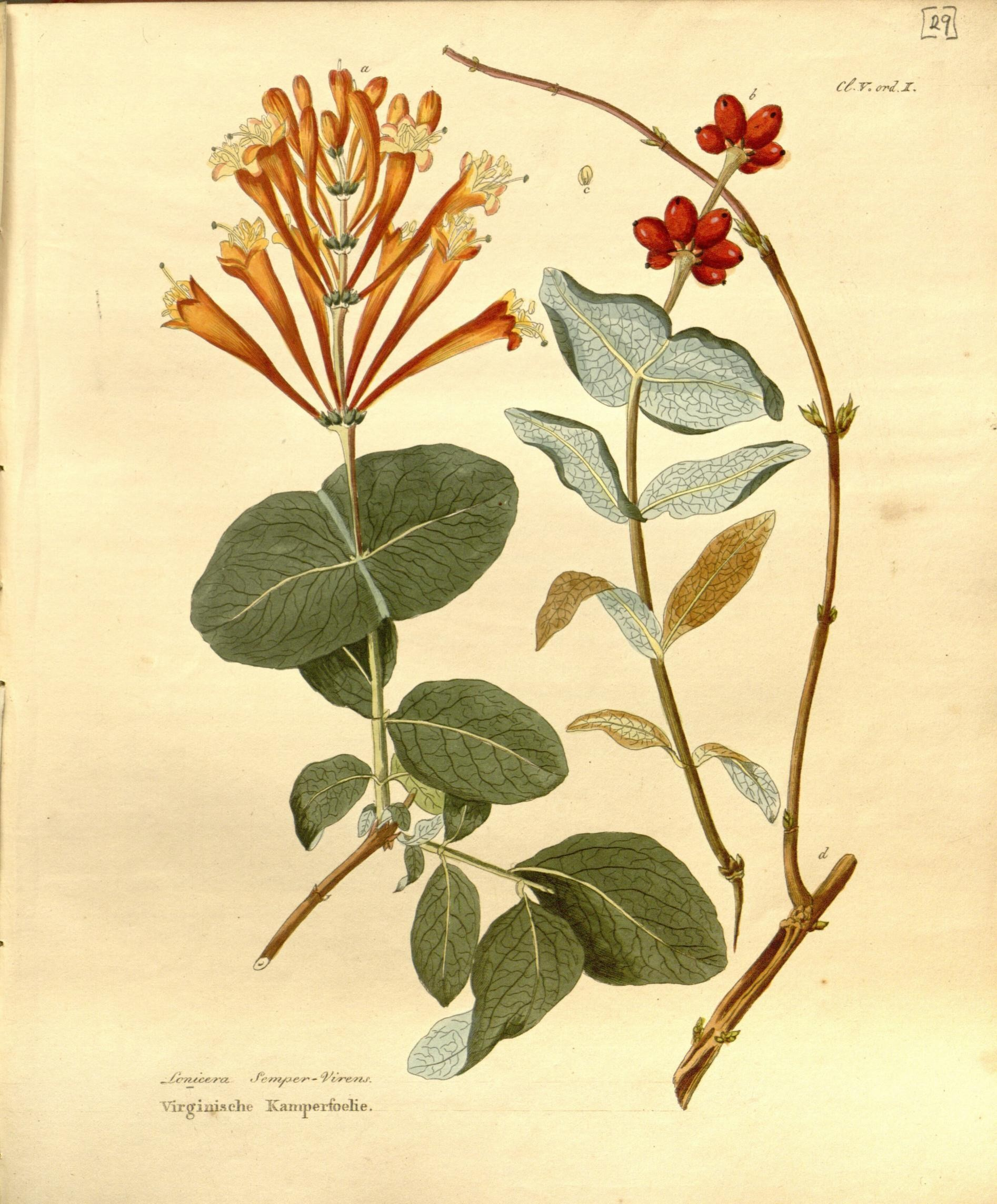
Ilustração botânica de Lonicera sempervirens, uma trepadeira usada como ornamental.
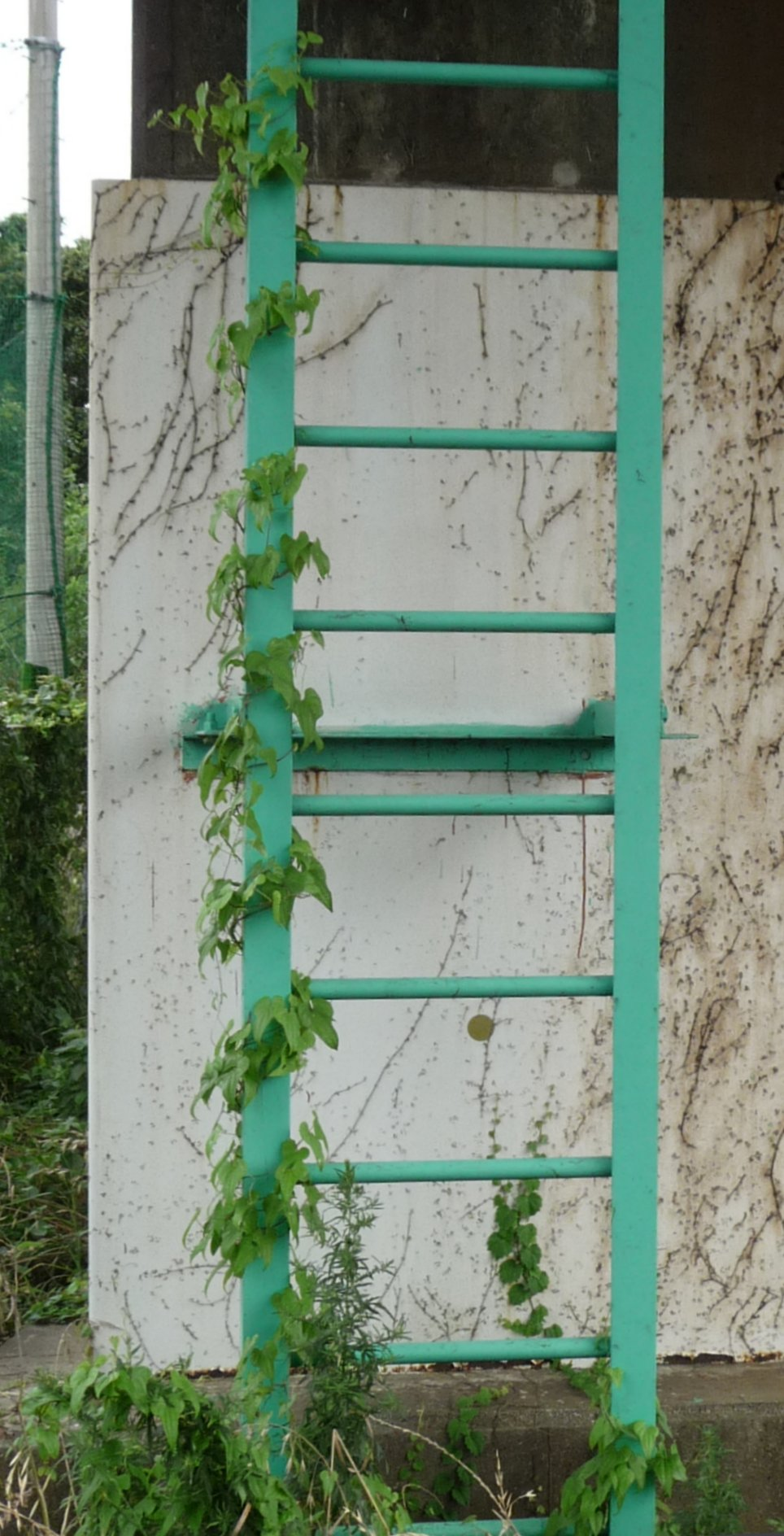
Trepadeira do género Convolvulus trepando por uma escada metálica.
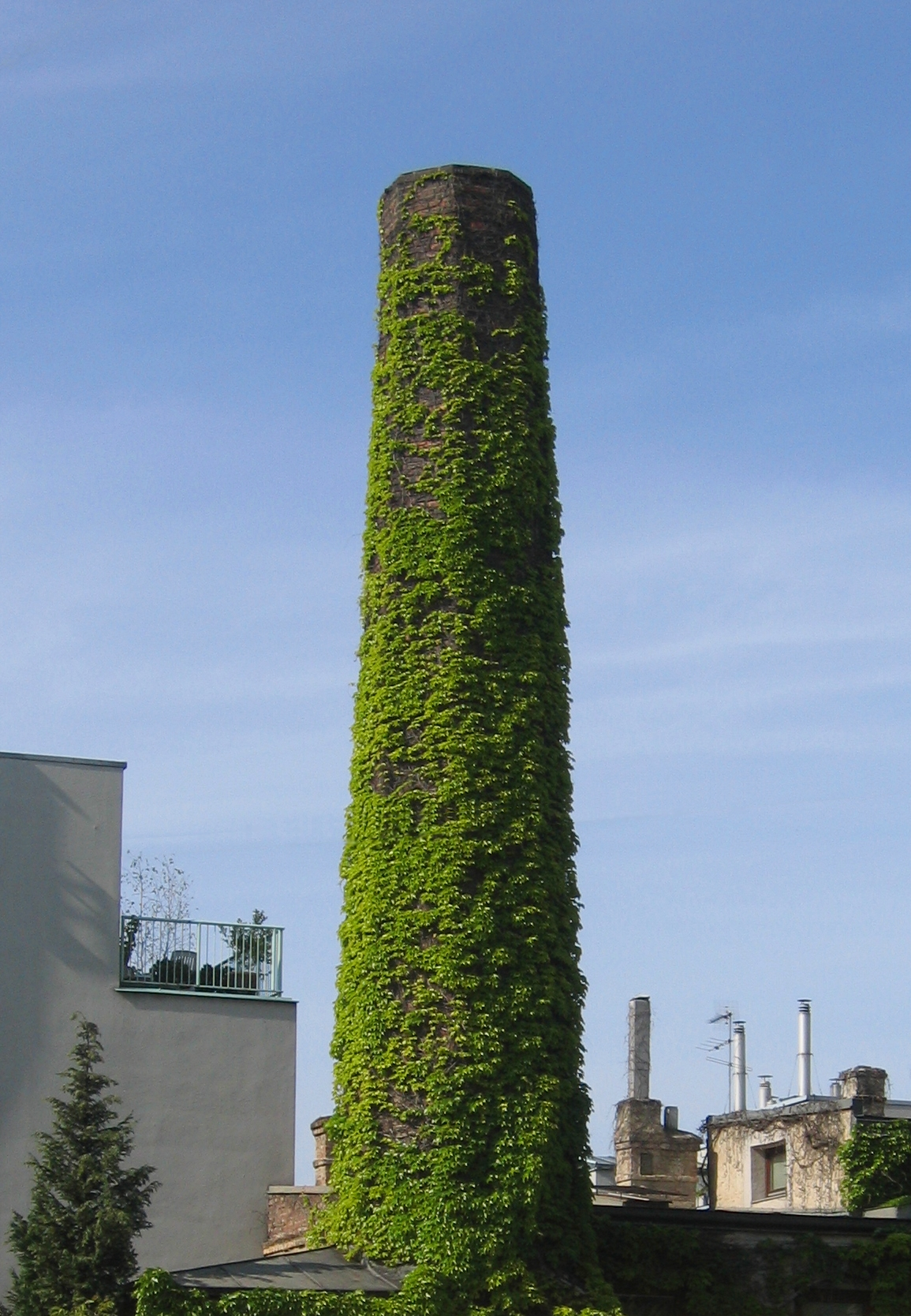
Vinha virgem a recobrir uma chaminé.
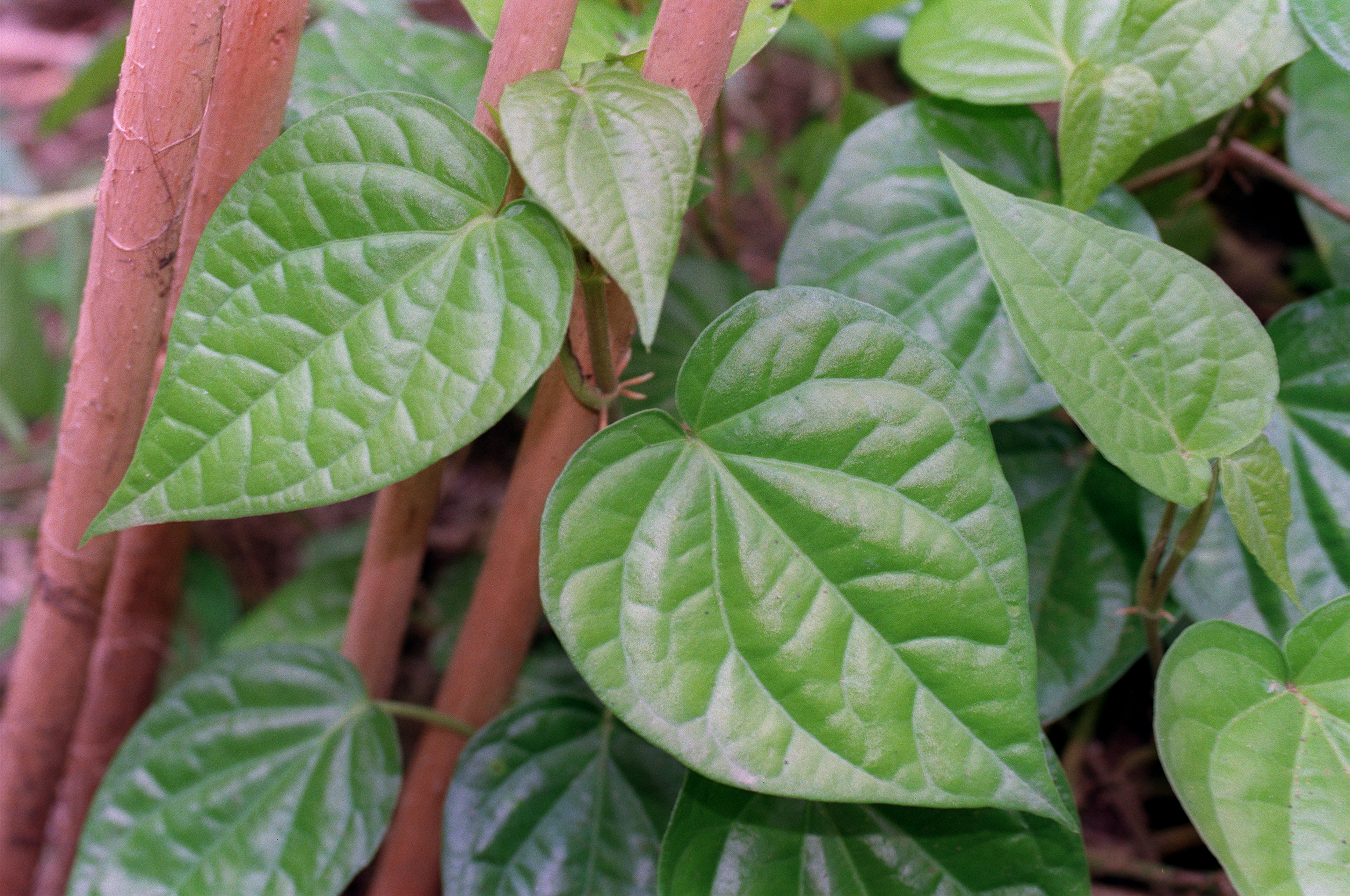
Betel, uma planta escandente.